# درماکول
درماکول (انگلیسی: Dermacol) یک شرکت محصولات مراقبت شخصی چکی است که در سال ۱۹۶۶ در پراگ تأسیس شد.